# 大索姆山
45°22′14″N 05°48′43″E / 45.37056°N 5.81194°E

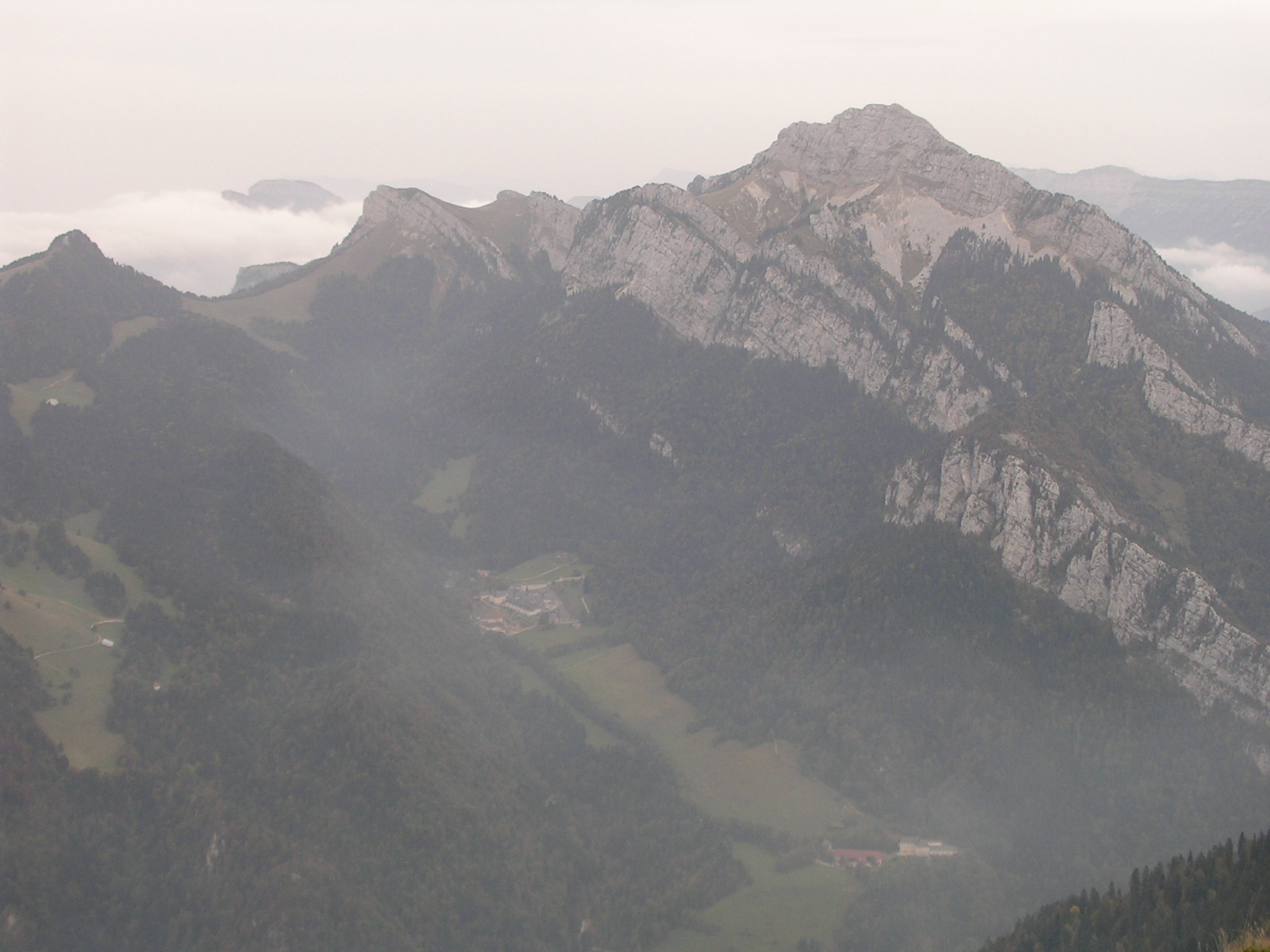

大索姆山（法語：Grand Som），是法國的山峰，位於該國東南部，由伊澤爾省負責管轄，屬於沙特勒斯山脈的一部分，海拔高度2,026米，每年平均降雨量1,581毫米。